# Reprezentacja Związku Radzieckiego w piłce wodnej mężczyzn
Reprezentacja Związku Radzieckiego w piłce wodnej mężczyzn – zespół, biorący udział w imieniu Związku Radzieckiego w meczach i sportowych imprezach międzynarodowych w piłce wodnej, powoływany przez selekcjonera, w którym mogą występować wyłącznie zawodnicy posiadający obywatelstwo Związku Radzieckiego. Za jej funkcjonowanie odpowiedzialny był Związek Piłki Wodnej ZSRR (FWP SSSR), który był członkiem Międzynarodowej Federacji Pływackiej. Zespół ZSRR rozegrał swoje ostatnie mecze w 1991 roku. W 1992 po rozpadzie Związku Radzieckiego na Igrzyskach Olimpijskich w Barcelonie w 1992 roku występowała reprezentacja WNP, zwana Wspólną reprezentacją, która zdobyła brązowy medal.

## Historia
W 1952 reprezentacja Związku Radzieckiego rozegrała swój pierwszy oficjalny mecz na Igrzyskach Olimpijskich.

## Udział w turniejach międzynarodowych

### Igrzyska olimpijskie
Reprezentacja Związku Radzieckiego 10-krotnie występowała na Igrzyskach Olimpijskich. Najwyższe osiągnięcie to złote medale w 1972 i 1980 roku.

### Mistrzostwa świata
Dotychczas reprezentacji Związku Radzieckiego 6 razy udało się awansować do finałów MŚ. Najwyższe osiągnięcie to mistrzostwo w 1975 i 1982.

### Puchar świata
Związek Radziecki 6 razy uczestniczył w finałach Pucharu świata. W 1981 i 1983 zdobyła trofeum.

### Mistrzostwa Europy
Drużynie ZSRR 11 razy udało się zakwalifikować do finałów ME. W 1966, 1970, 1983, 1985 i 1987 została mistrzem kontynentu.